# Adenoma pleomórfico
O adenoma pleomórfico (AP) é um tumor das glândulas salivares misto benigno, sendo o mais frequente deles.
O nome "adenoma" significa que é um tumor benigno de origem glandular e "pleomórfico" se refere à sua diversidade histológica entre tumores, bem como em diferentes áreas de um mesmo tumor. Embora o padrão tumoral básico seja altamente variável, raramente as células individuais são realmente pleomórficas. De forma semelhante, embora o tumor geralmente tenha um componente estromal proeminente semelhante ao mesênquima, ele não é verdadeiramente uma neoplasia mista, pois não é derivado de mais de uma camada germinativa.

## Sinais e sintomas
O tumor geralmente é solitário e apresenta um crescimento lento, indolor de uma massa nodular única e firme, e geralmente é móvel ao menos que seja encontrado no palato.

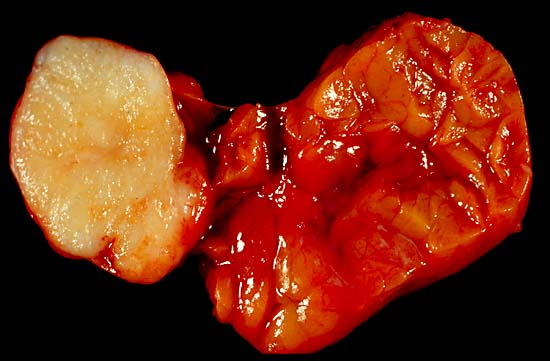
Peça cirúrgica de adenoma pleomófico na glândula submandibular

A maioria (90%) dos adenomas pleomórficos da glândula parótida ocorrem no lobo superficial e se apresentam como um aumento de volume sobre o ramo da mandíbula à frente da orelha, representando cerca de 90% dos casos. A dor e a paralisia do nervo facial são raras, e são mais frequentes com o crescimento do tumor, que pode crescer até atingir proporções grotescas. Cerca de 10% dos tumores mistos da parótida desenvolvem-se no lobo profundo da glândula, abaixo do nervo facial.
Algumas vezes estas lesões crescem medialmente, entre o ramo ascendente e o ligamento estilomandibular, resultando em um tumor com formato de haltere, que se apresenta como um aumento de volume na parede lateral da faringe ou no palato mole.
Em raras ocasiões, os adenomas pleomórficos bilaterais têm sido relatados, desenvolvendo-se num padrão síncrono com outro AP ou mesmo com outra neoplasia, mais frequentemente o tumor de Warthin.

## Aspectos radiográficos e histológicos

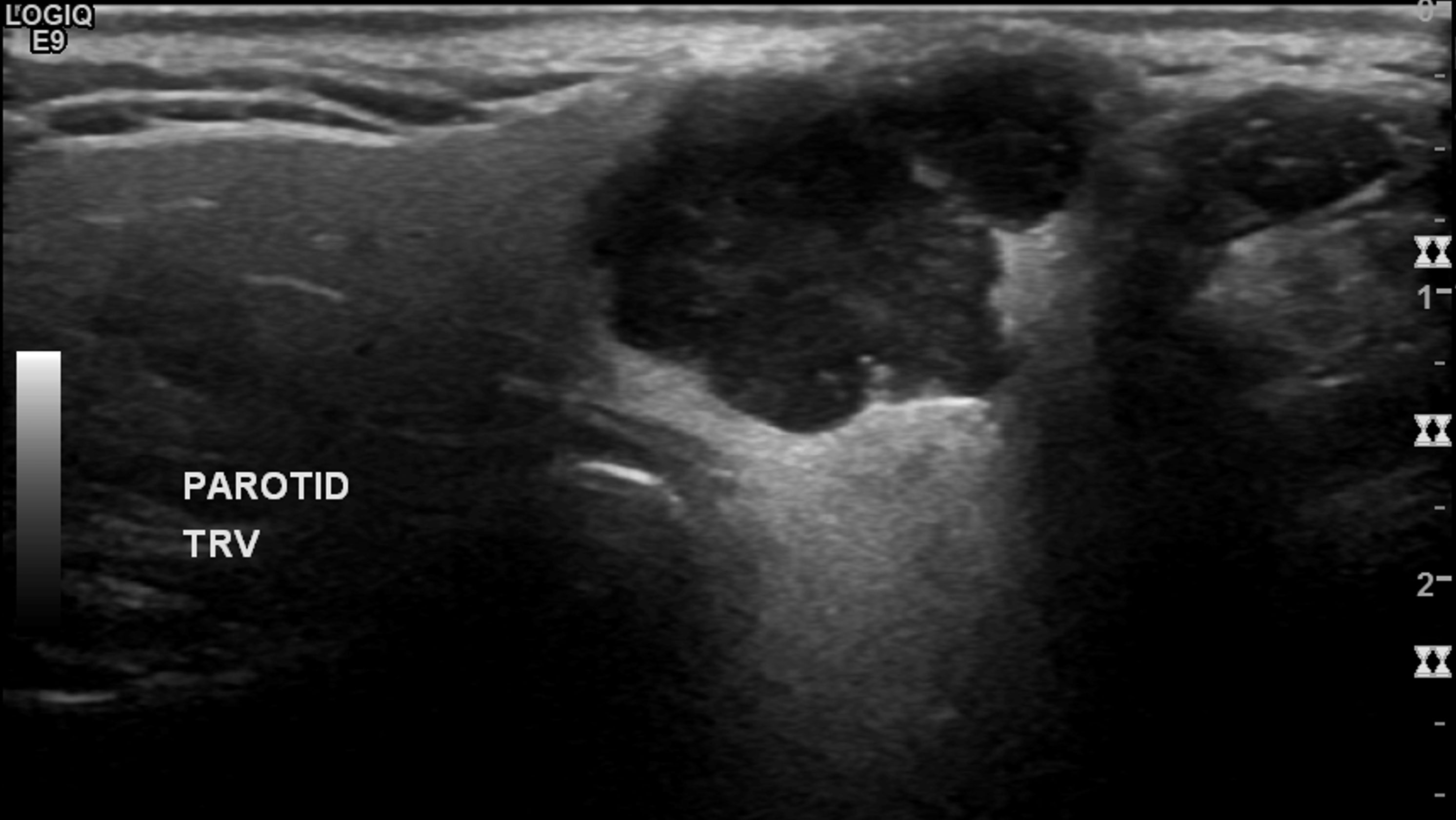
Adenoma pleomórfico visto em ultrassonografia. Observa-se lesão festonada hipoecoica.

O diagnóstico imaginológico do AP envolve diversos exames de imagem, como a ultrassonografia, ressonância magnética e tomografia computadorizada (TC). Pelo seu aspecto pleomórfico, o AP possui aspecto radiográfico variável e múltiplos exames podem ser utilizados para adequadamente avaliar a lesão: a TC pode oferecer a dimensão geral e o grau de invasão tecidual, especialmente óssea, enquanto a ressonância magnética auxilia a visualização de tecidos moles e invasão perineural, onde usualmente apresenta-se como uma lesão de bordas bem delimitadas de sinal hiperintenso.
Histologicamente, o adenoma pleomórfico é um tumor tipicamente encapsulado e bem circunscrito. Entretanto, a cápsula pode ser incompleta ou exibir infiltração por células tumorais. Essa falta de encapsulação completa é mais comum nos tumores de glândula salivar menor, especialmente ao longo da porção superficial dos tumores do palato, abaixo da superfície epitelial.

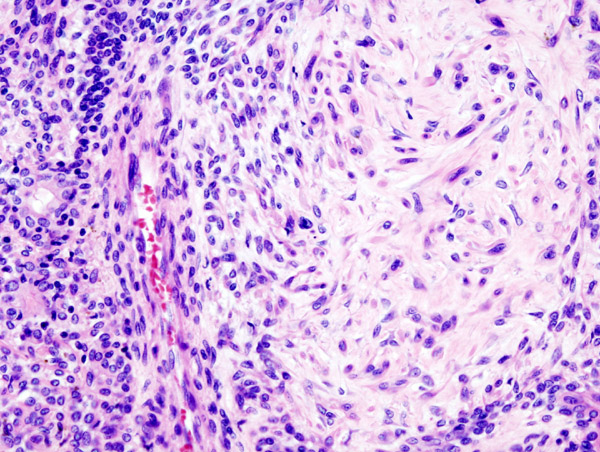
O adenoma pleomórfico é composto por epitélio misto (à esquerda) e componentes de células mesenquimais (direita).

O tumor é composto de uma mistura de epitélio glandular e células mioepiteliais permeados por um estroma condromixoide em proporções variáveis. Geralmente o epitélio forma ductos e estruturas císticas, ou pode ocorrer na forma de ilhotas ou cordões celulares. As células mioepiteliais geralmente compõem uma grande porcentagem das células tumorais e exibem uma morfologia variável, podendo apresentar-se como células anguladas ou fusiformes. Algumas células mioepiteliais são arredondadas e possuem núcleo excêntrico e citoplasma eosinofílico hialinizado, lembrando plasmócitos; estas células mioepiteliais plasmocitoides características são mais proeminentes nos tumores oriundos de glândulas salivares menores.
O AP é caracterizado por metaplasia, seja ela adiposa, óssea, escamosa, sebácea ou mucinosa. Em alguns tumores, é possível ver cristais de tirosina, aumento na celularidade e índice mitótico, e áreas ricas em células mioepiteliais.

## Causas
A fusão do gene PLAG1 ou do gene HMGA2 está presente em cerca de 70% dos APs. Seu surgimento também está associado à exposição à radiação prévia.

## Epidemiologia
O AP representa 85% dos tumores de glândula salivar, 60% das neoplasias benignas de parótida e 3% de todos os tumores de cabeça e pescoço. Ele pode afetar qualquer glândula salivar, mas também as glândulas lacrimais e as glândulas salivares menores do trato aerodigestivo superior.
Pode afetar pessoas de qualquer idade, usualmente entre os 30 e 60 anos, e possui predileção por mulheres (2:1).

## Diagnóstico
A punção aspirativa por agulha fina (PAAF) é utilizada para fins diagnósticos, com boa sensitividade (~90%) na determinação de um tumor benigno ou maligno, e se o tumor é primário das glândulas salivares ou metastático. Já a biópsia por agulha grossa (core needle biopsy) é mais assertiva comparada à PAAF, com cerca de 97% de acurácia, e permite melhor diagnóstico do tipo histológico do tumor. A biópsia incisional não é recomendada pelo risco de espalhar o tumor e promover recidiva. O padrão ouro no diagnóstico é o exame anatomopatológico após a cirurgia.
A imuno-histoquímica pode auxiliar no diagnóstico diferencial. As células epiteliais ductais são positivas para citoqueratinas (AE1, AE3, CAM5.2 e CK7) e as células mioepiteliais são positivas para GFAP, S100, SOX10, alfa-actina de músculo liso, calponina, p40 e p63. Marcadores genéticos como PLAG1 e HMGA2 podem ser utilizados.
O diagnóstico diferencial inclui:
- Adenoma de células basais;
- Mioepitelioma;
- Carcinoma adenoide cístico;
- Adenocarcinoma polimórfico;
- Carcinoma epitelial-mioepitelial;
- Carcinoma ex-adenoma pleomórfico;
- Carcinoma mucoepidermode.

## Prognóstico e tratamento
O prognóstico do AP é usualmente favorável: a taxa de recidiva (~6%) é baixa, assim como a taxa de transformação maligna (~5%) em um carcinoma ex-adenoma pleomórfico. Porém, alguns fatores estão associados a um aumento do risco de transformação maligna: múltiplas recidivas, localização na glândula submandibular, idade avançada, tamanho grande, hialinização proeminente, aumento da atividade mitótica e exposição à radiação.
O tratamento de escolha normalmente é a cirurgia de ressecção com margens negativas, mas a abordagem cirúrgica depende do tamanho do tumor, da localização, da presença de complicações, da duração cirúrgica e da experiência do cirurgião. O tratamento pode variar entre enucleação, dissecção extracapsular, parotidectomia superficial (parcial ou total), parotidectomia profunda e superficial parcial, ou parotidectomia total. De forma geral, a enucleação tende a aumentar o risco de recidiva local para 15 a 25% e caiu em desuso.
Para lesões localizadas no lobo superficial da glândula parótida é recomendada a parotidectomia superficial, com a identificação e preservação do nervo facial. Para tumores localizados no lobo profundo da parótida, a parotidectomia total geralmente é necessária, se possível com a preservação do nervo facial. Os tumores submandibulares são mais bem tratados pela remoção total da glândula com o tumor. Os tumores do palato duro são geralmente excisados abaixo do periósteo, incluindo a mucosa sobrejacente.
Possíveis complicações cirúrgicas incluem paralisia do nervo facial (transitória ou permanente), síndrome de Frey, hemorragia e fístula salivar.
A radioterapia é uma opção pós-cirurgia para o AP recidivante, especialmente quando há presença de lesões multinodulares onde houve múltiplas recidivas ou a excisão total é impraticável. Contudo, a literatura sugere que a radioterapia deve ser considerada um último recurso, pelo risco de transformação maligna.
Pelo risco de recidiva tardia, entre 7 a 10 anos (mas podendo chegar a 24 anos), recomenda-se monitorar anualmente o paciente operado através de ultrassonografia.
Apesar de ser um tumor benigno, a OMS reconhece que o AP pode realizar metástase à distância mesmo tardiamente (6 a 52 anos após a excisão do tumor), afetando ossos, SNC, rins, fígado, pulmão, linfonodos, maxila, faringe, pele e seio esfenoidal. A metástase está associada a remoção incompleta, recidiva local ou após transplante cardíaco/imunossupressão.